# 文心森林公園

2008文心森林公園航照圖

文心森林公園位於臺灣臺中市南屯區七期重劃區內，佔地8.88公頃，園內有一座全台最大，可容納約15000名觀眾的大型表演戶外環型劇場－圓滿戶外劇場，每年都會在此舉辦由台中市政府規劃的相關藝文活動，如：中臺灣元宵燈會、台中兒童節、台中傳統藝術節、搖滾台中樂團節等，知名美國流行音樂天后Lady Gaga也曾受邀到此演出。
自2006年8月5日啟用至今，期間扣除頂蓋施工1年期間外，一直持續辦理各類藝文活動，成為臺中市主要的文化休閒複合公共空間之一。
臺中捷運文心森林公園站名稱的由來。

## 大事紀

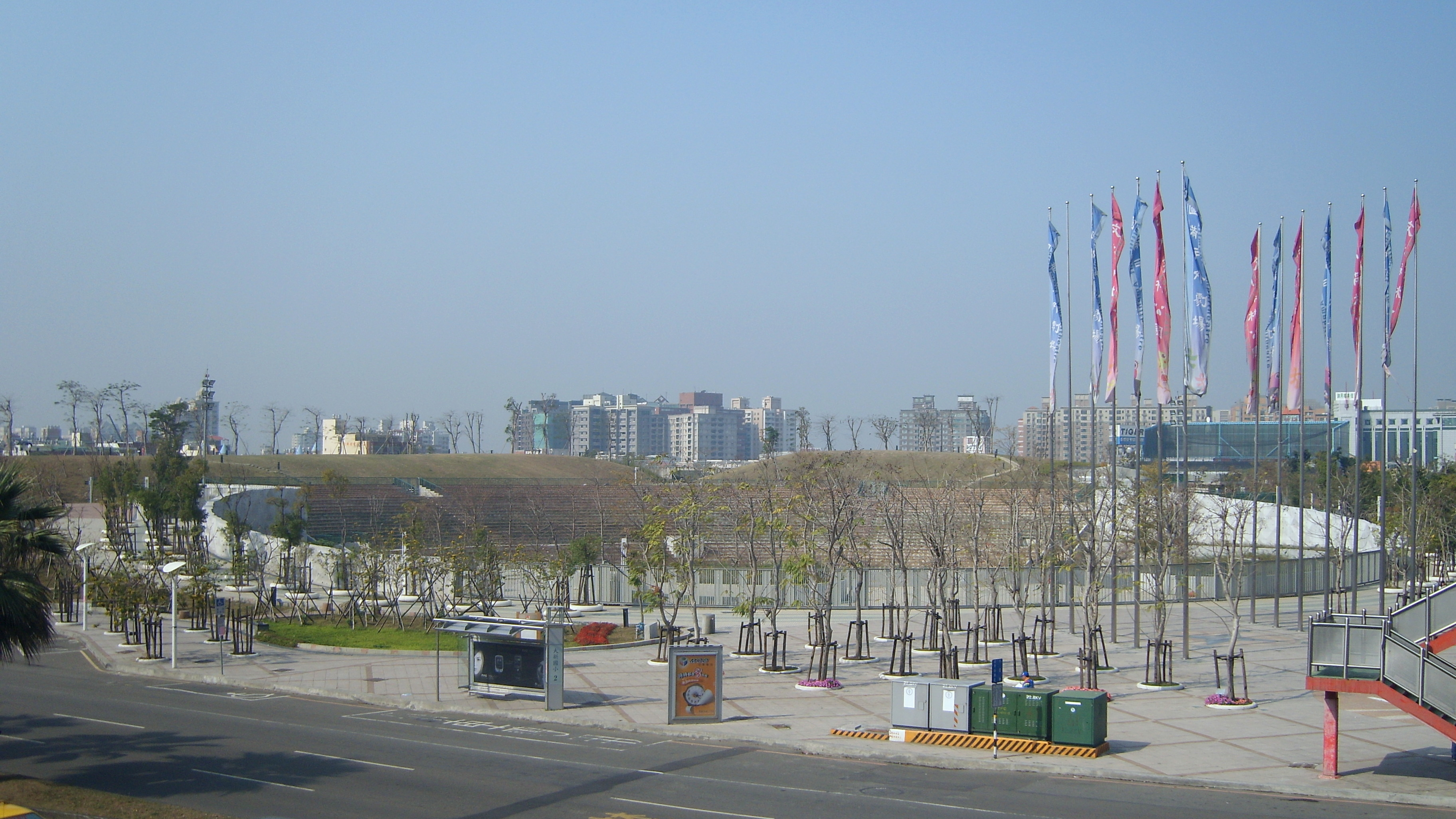
2008年前的文心森林公園

- 1990年代，為台灣省政府教育廳規劃台中巨蛋的預定地[4]。
- 1999年，因精省，將省有土地變更為教育部管理的國有學產土地成為「體四用地」。
- 2001年，臺中市政府，為提昇文化建設藉以建立城市特色，將臺中市發展成國際文化經濟優質城市為施政當務之急，而提出此一結合公園綠地與大型戶外劇場的興建案。
- 2002年，選定文心路、向上路口的「體四用地」開始動工。
- 2006年8月4日，在多方協調積極推動下，第一期平面工程完工，園區正式啟用；但因擁有土地所有權的教育部學產基金管理委員會反對興建地上物，以致於無法興建地上建物。
- 2007年，臺中市議會通過用「以地易地」方式，將國立臺灣體育學院（今國立臺灣體育運動大學）體二用地的市有地，交換教育部的體四用地，並由市府編預算支付新台幣12億的土地差價給教育部學產基金[5]。
- 2008年開始興建舞台頂蓋，全區風貌為一座多層次綠化景觀公園，並命名為文心森林公園由臺中市政府建設局管理；戶外劇場則命名為圓滿戶外劇場，由台中市政府文化局管理。
- 2009年1月，二期劇場圓頂與園區廁所工程完工。
- 2011年5月19日，臺中市圓滿戶外劇場榮獲世界不動產聯合會（FIABCI）在賽普勒斯舉辦的全球卓越建設獎（FIABCI Prix d’Excellence）的公部門基礎建設／環境適意工程類首獎。

## 園內設施

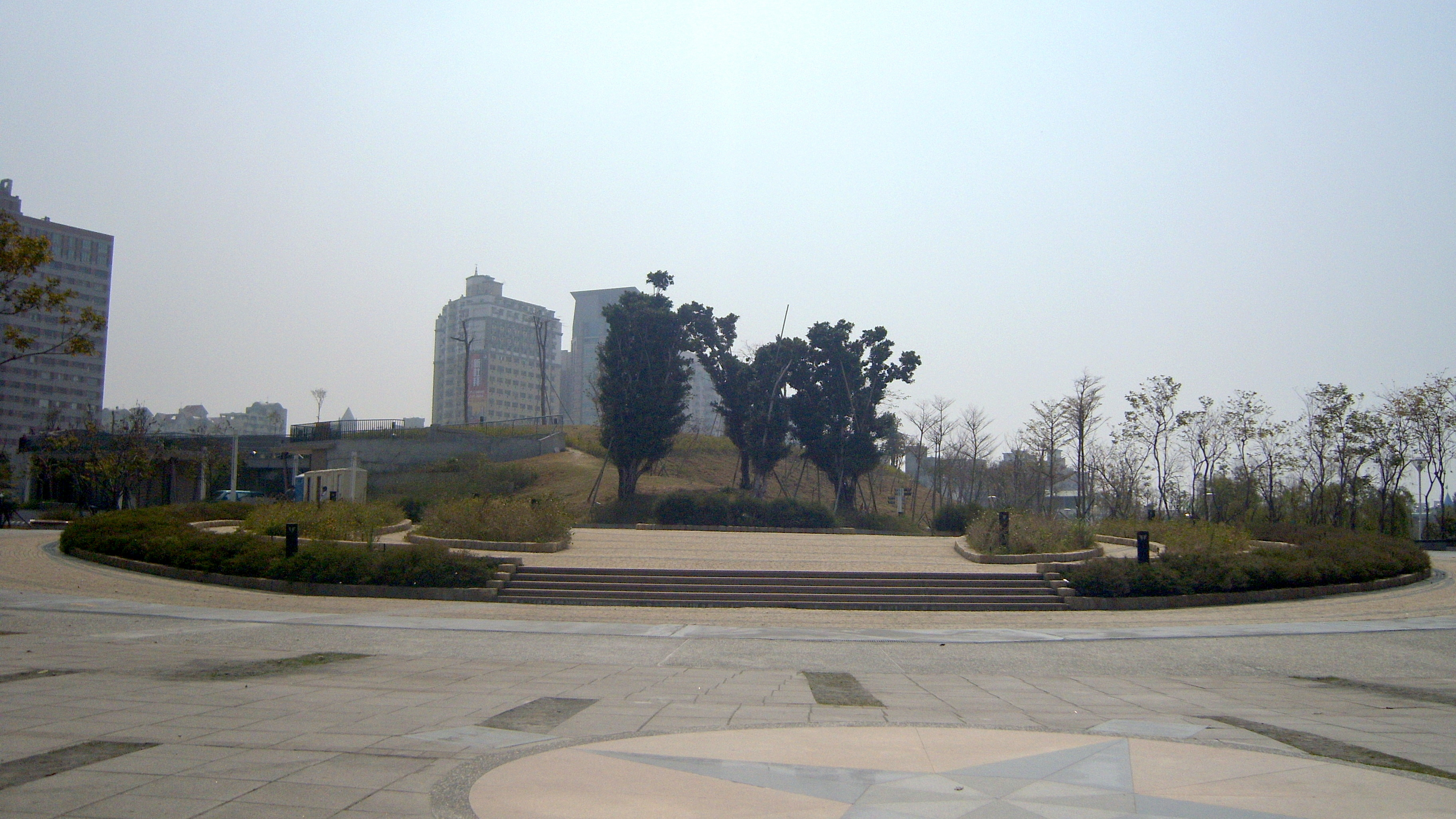
圓滿戶外劇場

內有自行車道、多功能草坪觀賞區、土丘休憩區、溜冰廣場區、親子遊憩區、戶外活動草坪區、自行車停車場、小客車停車場、機車停車場、文心區公廁、服務中心以及圓滿戶外劇場、跳舞區。

### 圓滿戶外劇場
圓滿戶外劇場日本建築師渡邊誠與臺灣建築師楊瑞禎共同操刀，以彩帶在空中飛揚為造型，分5層往上堆疊和演出者形成最佳的舞臺空間效果。
環型劇場舞台為戶外開放式舞台之表演空間，分為舞台區、觀眾區、草地區，有寬闊的平台和觀眾區座椅，平日開放免費參觀。表演空間部分，舞台面寬最寬處51公尺 、最窄40公尺，深度18公尺、至頂蓋最高處11.5公尺、最低9.5公尺。後臺為地上2加1夾層鋼筋混凝土建築物，佔地110坪，總樓板面積247坪，地上2加1夾層鋼筋混凝土建築物；觀眾席分3層，一般座位5971席、行動不便座位20席，合計5991席，若開放公園土坡草皮區為欣賞區，最多可容納1萬5千名觀眾。

## 相關活動

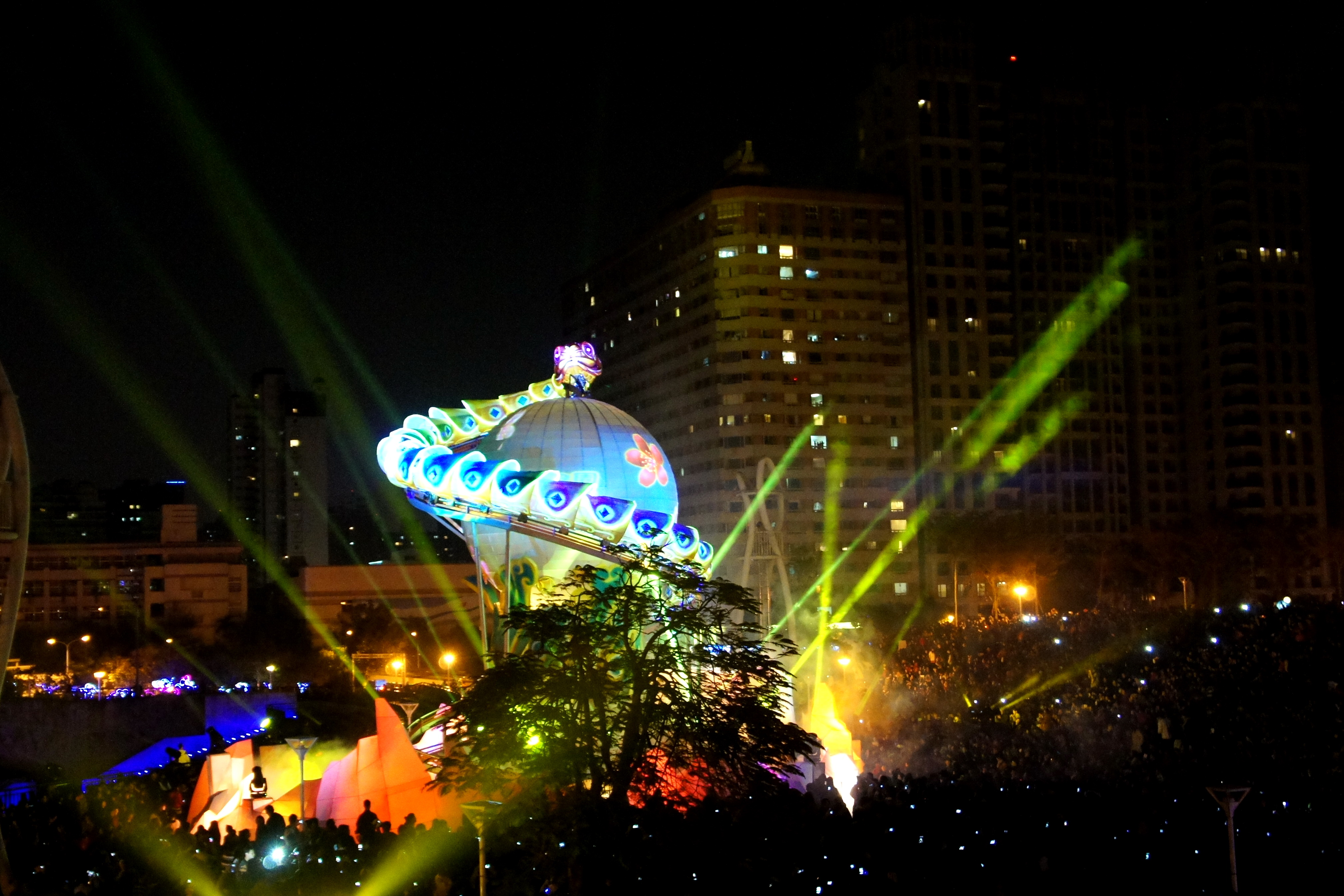
2013年中臺灣元宵燈會的主燈「靈蛇護珠」

### 圓滿戶外劇場
定期活動
- 維也納新年音樂會戶外轉播活動：每年1月1日
- 台中傳統藝術節：每年春節期間
- 中台灣元宵燈會：每年元宵節
- 台中兒童藝術節：每年兒童節
- 搖滾台中樂團節：每年九月初
- 月冠全台-中秋晚會：每年中秋節
- 星光電影院：每年不定期

曾舉辦的大型活動
- 九大行星演唱會（文心森林公園和圓滿戶外劇場啟用）：2006年8月5日[7]
- 民歌演唱會：2007年
- 風和日麗連連看 演唱會：2010年3月
- 蔡健雅Tanya and the Cities亞洲巡迴演唱會：2011年4月23日
- Lady Gaga「天生完美」專輯台灣發表會：2011年7月3日
- 中華民國建國一百年國慶晚會：2011年10月10日
- 「中華民國建國一百年經典好戲」《渭水春風》舞台劇：2011年11月18～19日
- 2012羅志祥美國棉《有我在》慶功演唱會：2012年5月12日
- 2011、2012、2013金牌台灣啤酒音樂派對：2011年7月30日、2012年8月18日、2013年10月19日
- a MEI偏執面LIVE演唱會：2014年8月31日
- 2015羅志祥《夠FUN! 實境秀》新歌演唱會：2015年12月20日
- 兄弟本色《日落黑趴》世界巡迴演唱會：2016年8月6日
- 頑童MJ116幹大事演唱會：2017年12月23日
- 伍佰透南風演唱會：2018年3月24日
- 伍佰＆China Blue Rock Star演唱會：2021年1月23日
- 瘦子E.SO『地囚人』演唱會：2023年1月7日、1月8日
- 福夢FUMON【BLESSED】祝福演唱會：2024年8月9日
- U：NUS《WELCOME TO THE A－TOWN》七夕夏日限定場：2024年8月10日
- 八三夭【水啦水啦】2024生日趴：2024年8月17日

電影外景拍攝
- 陣頭

### 文心森林公園
- 國際自由車環台賽
- 紙風車恐龍藝術探索館（2010.4）
- 紙風車台灣動物昆蟲創意展（2013.4）

## 交通
臺中市市區公車
- 站牌名稱：文心森林公園（文心路）
  - 統聯客運：綠2、綠3、73
  - 臺中客運：157、365
  - 中鹿客運：83

- 站牌名稱：向上惠文路口
  - 統聯客運：綠2（僅往太原車站方向停靠）
  - 全航客運：5
  - 中鹿客運：83、89
  - 臺中客運：157（僅往大甲區公所方向停靠）

- 站牌名稱：文心森林公園（向上路）
  - 全航客運：5
  - 中鹿客運：89
  - 臺中客運：365

- 站牌名稱：文心大墩七街口
  - 統聯客運：綠3、73
  - 臺中客運：290、365

臺中捷運
- 綠線：文心森林公園站

台中市公共自行車租賃系統
- 文心森林公園站

## 週邊設施
- 臺中市南屯區大新國民小學
- 臺中市立大墩國民中學
- 臺中市南屯區大墩國民小學
- 臺中市立圖書館南屯分館
- 南屯公園
- IKEA台中店
- 林新醫院

## 外部連結
- 臺中市圓滿戶外劇場 （页面存档备份，存于）